# Близанци (ТВ серија)
Близанци (шп. Géminis) венецуеланска је минителеновела, продукцијске куће Venevision, снимана 1993.
У Србији је приказивана 1997. на телевизији Студио Б, а затим и на осталим локалним телевизијама.

## Синопсис
Модерна прича о актуелним темама, међу којима је и бисексуалност која ствара озбиљне проблеме младом брачном пару. Прича о мушкарцу коме је мучан живот који има са женом, али га прихвата јер нема храбрости да га промени. О срећном пару који ненадано открива да препрека за љубав није трећа особа већ да су они сами, са својим грешкама, слабостима, манама и врлинама, препрека за љубав у данашње време.
И после две године брака све изгледа савршено, али Сесар чува тајну која га одувек прогања и коју ће открити тек када буде спреман да се суочи не само са својом женом већ и целим окружењем. Иако је овај младић, елегантан и мужеван, бисексуалац и нема стабилну везу са другим мушкарцем имао је авантуре са особама истог пола. Сазнање да је Сесар бисексуалац изазива кризу у браку. Иако воли Еухенију и жели да дели свој живот са њом она га презире јер му не опрашта неверство и још мање што је то сазнала на дан када је хтела да му саопшти да очекују бебу…

## Улоге
| Глумац:                | Улога:                                             |
| ---------------------- | -------------------------------------------------- |
| Кораима Торес          | Еухенија                                           |
| Армандо Гутијерез      | Сесар Гонзалес, стоматолог из богате породице      |
| Карлос Конготе         | Давид, мушкарац са којим је Сесар преварио супругу |
| Алваро Руиз            | Ернан, Сесаров отац                                |
| Марија Еухенија Давила | Хилија, Сесарова мајка                             |
| Олга Лусија Лозано     | Тереза, Еухенијина и Мариова мајка                 |
| Карлос Умберто Камачо  | Марио, Еухенијин брат                              |
| Алина Лозано           | Миреја, Еухенијина другарица                       |
| Енрике Кариозо         | Адолфо, Мирејин љубавник                           |
| Марија Исабел Енао     | Илијана, Сесарова млађа сестра                     |